# يوليا ستيبانوفا
يوليا ستيبانوفا  ((بالروسية: Юлия Игоревна Степанова (Русанова))‏؛ من مواليد 3 يوليو 1986) هي عداءة روسية متخصصة في 800 متر . 

## روابط خارجية
- يوليا ستيبانوفا على موقع الاتحاد الدولي لألعاب القوى (الإنجليزية)